# Pyrethrum arassanicum
Pyrethrum arassanicum là một loài thực vật có hoa trong họ Cúc. Loài này được (C.Winkl.) O.Fedtsch. & B.Fedtsch. miêu tả khoa học đầu tiên.